# 엄마 바람피게하기
"엄마 바람피게하기"는 2020년에 개봉한 대한민국의 영화이다.

## 캐스팅
- 이인영 : 예리 역
- 최솔희 : 인숙 역
- 유병선 : 병철 역
- 신지석 : 만석 역
- 박지영 : 와인바직원 역
- 이동현 : 카페직원 역
- 김민수 : 카페손님 1 /오락실손님 4 역
- 김봄비 : 카페손님 2 역
- 이지선 : 카페손님 3 역
- 강희민 : 카페손님 4 역
- 박용구 : 다다익선남 역
- 조광빈 : 가야금남 역
- 이상도 : 토끼남 역
- 피스 피델 : 외국인남 역
- 서승연 : 하객 1 역
- 이재희 : 하객 2 역
- 신원철 : 하객 3 / 황소남 역
- 문미나 : 하객 4 역
- 정장례 : 하객 5 역
- 나효정 : 하객 6 역
- 장라영 : 하객 7 역
- 남순지 : 하객 8 역
- 남궁정 : 하객 9 역
- 강희주 : 하객 10 역
- 허승명 : 하객 11 역
- 정소연 : 하객 12 역
- 정현지 : 하객 13 역
- 최혜숙 : 마트직원 역
- 박종선 : 훠궈집직원 역
- 진용현 : 원규 역
- 박형원 : 오락실손님 1 역
- 이현호 : 오락실손님 2 역
- 김은지 : 오락실손님 3 역
- 하명현 : DJ 헬멧남 역
- 전거빈 : 와인바손님 1 역
- 이연수 : 와인바손님 2 역
- 정하영 : 와인바손님 3 역
- 이영현 : 와인바손님 4 역
- 강승규 : 와인바손님 5 역
- 홍진표 : 7번째부인남 역
- 류명환 : 잠깐만요남역
- 길진석 : 노래남 역
- 오승석 : 눈빛남 역